# Canthus rostralis
Der Canthus oder genauer der Canthus rostralis ist bei den Schlangen und Echsen der Winkel zwischen der flachen Kopfoberseite und den Kopfseiten zwischen den Augen und der Schnauzenspitze. Außerdem handelt es sich um den Winkel zwischen den Überaugenschilden (Supraoculare) und dem Rostrale der Schlange. Der Canthus ist ein wichtiges Merkmal zur Beschreibung und Unterscheidung von Schlangenarten und höheren Taxa, so ist er beispielsweise bei vielen Echten Vipern (Viperinae) sehr steil, während er bei den meisten Klapperschlangen (Crotalus) deutlich abgerundet ist.
Bei den Amphibien bezeichnet man mit Canthus rostralis die Schnauzenkante, d. h. den mehr oder weniger scharfen, seitlichen Vorsprung der Schnauze von ihrer Spitze bis zur Stirn. Er ist der sicherste Anhaltspunkt zur Bezeichnung der Lage der Nasenlöcher.